# Rue Jean-Lantier
Rue Jean-Lantier är en gata i Quartier Saint-Germain-l'Auxerrois i Paris första arrondissement. Gatan är uppkallad efter en fastighetsägare som tidigare bodde i området. Rue Jean-Lantier börjar vid Rue Saint-Denis 1 och slutar vid Rue Bertin-Poirée 14.

## Bilder
| - Gatuskylt. - Relief i hörnet av Rue Jean-Lantier och Rue des Lavandières-Sainte-Opportune. - Rue Jean-Lantier. |

## Omgivningar
- Saint-Germain-l'Auxerrois
- Sainte-Chapelle
- Louvren
- Tuilerierna
- Rue des Deux-Boules
- Rue des Lavandières-Sainte-Opportune
- Rue Bertin-Poirée
- Quai des Orfèvres

## Kommunikationer
- Tunnelbana – linje  – Pont Neuf
- Busshållplats Pont-Neuf – Quai du Louvre – Paris bussnät

### Webbkällor
- ”Rue Jean-Lantier”. Mairie de Paris. https://web.archive.org/web/20160303190951/http://www.v2asp.paris.fr/commun/v2asp/v2/nomenclature_voies/Voieactu/4812.nom.htm. Läst 19 mars 2023.
- ”Rue Jean-Lantier”. Les rues de Paris. https://web.archive.org/web/20200110125459/http://www.parisrues.com/rues01/paris-01-rue-jean-lantier.html. Läst 19 mars 2023.